# 11968 Демаріот
11968 Демаріот (11968 Demariotte) — астероїд головного поясу, відкритий 12 серпня 1994 року.
Тіссеранів параметр щодо Юпітера — 3,343.